# Nati nel 1956/Settembre
| Questa pagina contiene informazioni ricavate automaticamente dalle voci biografiche con l'ausilio del template Bio e di un bot. L'aggiornamento è periodico e automatico e ricostruisce completamente la pagina. Se manca una persona in questa lista, sei pregato di non aggiungerla, ma accertati piuttosto che la sua voce biografica contenga il template Bio e che i dati anagrafici siano correttamente compilati. Se il template Bio manca, inseriscilo tu stesso o, in alternativa, metti l'avviso {{tmp\|Bio}} che ne segnala la mancanza. Se i dati riportati sono sbagliati, correggi direttamente la voce biografica; le modifiche saranno visibili in questa lista entro pochi giorni. Per chiarimenti vedi il progetto biografie. La lista contiene solo le 278 persone che sono citate nell'enciclopedia e per le quali è stato implementato correttamente il template Bio. Pagina aggiornata al 18 ago 2025. |

- 1º settembre - Luca De Biase, giornalista e saggista italiano
- 1º settembre - Giacinto Franceschini, ex arbitro di calcio italiano
- 1º settembre - Venissa Head, ex discobola e pesista britannica
- 1º settembre - Vinnie Johnson, ex cestista statunitense
- 1º settembre - Kim Jong-hun, allenatore di calcio e ex calciatore nordcoreano
- 1º settembre - François-Xavier Maroy Rusengo, arcivescovo cattolico della Repubblica Democratica del Congo
- 1º settembre - Juan Carlos Sánchez, allenatore di calcio e ex calciatore argentino
- 1º settembre - Zhang Fengyi, attore cinese
- 2 settembre - Zlatan Arnautović, ex pallamanista serbo
- 2 settembre - Padim Israel, ex cestista filippino
- 2 settembre - Wayne Pedzwater, bassista statunitense († 2005)
- 2 settembre - Ken Scalabroni, allenatore di pallacanestro statunitense
- 2 settembre - Rogério Skylab, cantante, chitarrista e conduttore televisivo brasiliano
- 3 settembre - Masahiro Akimoto, ex saltatore con gli sci giapponese
- 3 settembre - Adam Brooks, regista e sceneggiatore canadese
- 3 settembre - Jeff Chandler, pugile statunitense
- 3 settembre - Roberto Gargiani, storico dell'architettura italiano
- 3 settembre - Robin McLeish, ex sciatore alpino canadese
- 3 settembre - Roberto Musacchio, politico italiano
- 3 settembre - Andrew Wakefield, medico britannico
- 4 settembre - Lorenzo Bettarini, ex cestista e allenatore di pallacanestro italiano
- 4 settembre - Blackie Lawless, cantautore, chitarrista e polistrumentista statunitense
- 4 settembre - Sergej Šavlo, ex calciatore russo
- 4 settembre - Nikola Špirić, politico bosniaco
- 4 settembre - Werner Zirngibl, ex tennista tedesco
- 5 settembre - Luigi Cagnazzo, ex cestista italiano
- 5 settembre - Marcello Cesena, comico, attore e regista italiano
- 5 settembre - Vidhu Vinod Chopra, regista e produttore cinematografico indiano
- 5 settembre - Steve Denton, ex tennista statunitense
- 5 settembre - Benedetto Gravina, ex pugile italiano
- 5 settembre - Greg Hawthorne, ex giocatore di football americano statunitense
- 5 settembre - Debbie Huband, ex cestista canadese
- 5 settembre - Ann McLane Kuster, politica e avvocato statunitense
- 5 settembre - Lawrence Sydney Nicasio, vescovo cattolico beliziano († 2024)
- 5 settembre - Lone Nilsson, ex calciatrice danese
- 5 settembre - Antonio Páez, ex mezzofondista spagnolo
- 5 settembre - Leo Sarti, ex judoka sammarinese
- 5 settembre - Terje Solberg, ex calciatore norvegese
- 5 settembre - Alessandro Solbiati, compositore, pianista e insegnante italiano
- 5 settembre - Roine Stolt, chitarrista e cantante svedese
- 6 settembre - Giorgio Inglese, filologo e storico della letteratura italiano
- 6 settembre - Novo Umberto Maerna, politico italiano
- 6 settembre - Bill Ritter, politico e avvocato statunitense
- 6 settembre - Malcolm Waldron, ex calciatore inglese
- 6 settembre - Klaus Zander, ex cestista tedesco
- 7 settembre - Bob Cryder, ex giocatore di football americano statunitense
- 7 settembre - Michael Feinstein, cantante statunitense
- 7 settembre - Annie Genevard, politica francese
- 7 settembre - Ray Lewington, allenatore di calcio e ex calciatore inglese
- 7 settembre - Ephraim Mirvis, rabbino britannico
- 7 settembre - Ladislav Német, cardinale, arcivescovo cattolico e missionario serbo
- 7 settembre - Sergio Rizzo, giornalista, saggista e politico italiano
- 7 settembre - Artan Santo, imprenditore e banchiere albanese († 2014)
- 7 settembre - Byron Stevenson, calciatore gallese († 2007)
- 7 settembre - Diane Warren, compositrice statunitense
- 8 settembre - Ilie Balaci, allenatore di calcio e calciatore rumeno († 2018)
- 8 settembre - Mick Brown, batterista statunitense
- 8 settembre - Maurice Cheeks, ex cestista e allenatore di pallacanestro statunitense
- 8 settembre - Fad Gadget, musicista e cantante britannico († 2002)
- 8 settembre - Stefan Johansson, pilota automobilistico svedese
- 8 settembre - Jacky Munaron, allenatore di calcio e ex calciatore belga
- 8 settembre - Giovanni Panetta, politico italiano († 1999)
- 8 settembre - Gabrielle Scharnitzky, attrice tedesca
- 8 settembre - Arcangelo Sciannimanico, dirigente sportivo, allenatore di calcio e ex calciatore italiano
- 9 settembre - Anatolij Pavlovič Arcebarskij, cosmonauta sovietico
- 9 settembre - Antonio Cocozza, sociologo italiano
- 9 settembre - Mauro Cutrufo, politico italiano
- 9 settembre - Ricardo Formosinho, allenatore di calcio e ex calciatore portoghese
- 9 settembre - Bartl Gensbichler, ex sciatore alpino austriaco
- 9 settembre - Gomes, ex calciatore brasiliano
- 9 settembre - Silviu Lung, allenatore di calcio e ex calciatore rumeno
- 9 settembre - Franco Manzoli, velista italiano
- 9 settembre - Antonella Rampino, giornalista italiana
- 9 settembre - Barbara Schüttpelz, ex canoista tedesca
- 9 settembre - Avi Wigderson, matematico e informatico israeliano
- 9 settembre - Ibrahim Ahmad Abd al-Sattar Muhammad, generale iracheno († 2010)
- 10 settembre - Henrik Agerbeck, ex calciatore danese
- 10 settembre - Emanuela Baio Dossi, giornalista e politica italiana
- 10 settembre - Lele Forood, ex tennista statunitense
- 10 settembre - Giancarlo Galan, ex politico e dirigente d'azienda italiano
- 10 settembre - Giuseppe Giudice, vescovo cattolico italiano
- 10 settembre - Massimo Logli, politico italiano
- 10 settembre - Eilat Mazar, archeologa israeliana († 2021)
- 10 settembre - Arik Shivek, allenatore di pallacanestro israeliano
- 10 settembre - Vânia de Marchi, ex cestista brasiliana
- 10 settembre - Érick Zonca, regista e sceneggiatore francese
- 10 settembre - Raşit Çetiner, allenatore di calcio e ex calciatore turco
- 11 settembre - Victor Aaron, attore statunitense († 1996)
- 11 settembre - Vittorio Carnovale, collaboratore di giustizia e mafioso italiano
- 11 settembre - Tony Gilroy, sceneggiatore e regista statunitense
- 11 settembre - Dmitrij Gurevič, scacchista statunitense
- 11 settembre - Adriane Lenox, attrice statunitense
- 11 settembre - Silver Ravenwolf, saggista e scrittrice statunitense
- 12 settembre - Walter Alasia, brigatista italiano († 1976)
- 12 settembre - Barry Andrews, tastierista e musicista britannico
- 12 settembre - Chip Beck, ex golfista statunitense
- 12 settembre - Sam Brownback, politico e avvocato statunitense
- 12 settembre - Leslie Cheung, attore e musicista hongkonghese († 2003)
- 12 settembre - Joseph Châu Ngọc Tri, vescovo cattolico vietnamita
- 12 settembre - Antonio Coppola, pianista, compositore e direttore d'orchestra italiano
- 12 settembre - Marika Gombitová, cantante e musicista slovacca
- 12 settembre - Clemon Johnson, ex cestista e allenatore di pallacanestro statunitense
- 12 settembre - Trent Johnson, ex cestista, allenatore di pallacanestro e dirigente sportivo statunitense
- 12 settembre - Jeffrey Kahane, pianista e direttore d'orchestra statunitense
- 12 settembre - Esther Kinsky, scrittrice, traduttrice e poetessa tedesca
- 13 settembre - Robert McFaul Campbell, calciatore nordirlandese († 2016)
- 13 settembre - Sergio Donadoni, ex cestista italiano
- 13 settembre - Alain Ducasse, cuoco e imprenditore monegasco
- 13 settembre - Pasquale Falcone, regista, sceneggiatore e attore italiano
- 13 settembre - Martin Hurson, rivoluzionario irlandese († 1981)
- 13 settembre - Geri Jewell, attrice e cabarettista statunitense
- 13 settembre - Giovanni Maddaloni, judoka e allenatore di judo italiano
- 13 settembre - David Mansfield, compositore e musicista statunitense
- 13 settembre - Nicolas Tiangaye, politico centrafricano
- 14 settembre - Béla Bodonyi, ex calciatore ungherese
- 14 settembre - Silvio Denz, imprenditore svizzero
- 14 settembre - Kōstas Karamanlīs, politico greco
- 14 settembre - Viktor Kobzev, regista sovietico
- 14 settembre - Jan Erik Olsen, ex calciatore norvegese
- 14 settembre - Nathalie Roussel, attrice francese
- 14 settembre - Edoardo Tortarolo, storico e scrittore italiano
- 14 settembre - Maxime Verhagen, ex politico olandese
- 14 settembre - Ray Wilkins, calciatore e allenatore di calcio britannico († 2018)
- 15 settembre - Juan Ramón Carrasco, allenatore di calcio e ex calciatore uruguaiano
- 15 settembre - Michael Chapdelaine, chitarrista e insegnante statunitense († 2023)
- 15 settembre - Wendy Hogg, ex nuotatrice canadese
- 15 settembre - Marvin Delph, ex cestista statunitense
- 15 settembre - Arcangelo Esposito, pittore italiano
- 15 settembre - Eugenio Gaudio, medico italiano
- 15 settembre - Anne Geddes, fotografa australiana
- 15 settembre - Jaki Graham, cantante inglese
- 15 settembre - Marc Iavaroni, ex cestista e allenatore di pallacanestro statunitense
- 15 settembre - Tawny Little, modella e conduttrice televisiva statunitense
- 15 settembre - Cesidio Oddi, ex calciatore italiano
- 15 settembre - Maggie Reilly, cantante britannica
- 16 settembre - Anatolij Beloglazov, ex lottatore russo
- 16 settembre - Sergej Beloglazov, ex lottatore sovietico
- 16 settembre - David Copperfield, illusionista statunitense
- 16 settembre - Alessandro Cusatelli, compositore italiano
- 16 settembre - Rob van Essen, ex cestista olandese
- 16 settembre - Peter Francis James, attore e doppiatore statunitense
- 16 settembre - Andy Keeley, ex calciatore inglese
- 16 settembre - Kevin Kregel, ex astronauta statunitense
- 16 settembre - Alan McClatchey, ex nuotatore britannico
- 16 settembre - Mauro Palmas, compositore, mandolinista e polistrumentista italiano
- 16 settembre - Norbert Ringels, ex calciatore tedesco
- 16 settembre - Mirko Šarović, politico bosniaco
- 16 settembre - Simonetta Tassinari, scrittrice italiana
- 16 settembre - Fabrizio Vigni, politico italiano
- 17 settembre - Almazbek Atambaev, politico kirghiso
- 17 settembre - Mihály Borostyán, calciatore e giocatore di calcio a 5 ungherese († 2005)
- 17 settembre - Bjørn Rune Gjelsten, imprenditore norvegese
- 17 settembre - Viktor Hračov, ex calciatore e allenatore di calcio sovietico
- 17 settembre - Dagmar Kuzmanová, ex sciatrice alpina cecoslovacca
- 17 settembre - Aaron Lustig, attore statunitense
- 17 settembre - Anatolij Parov, calciatore sovietico († 2013)
- 18 settembre - José Doreste, ex velista spagnolo
- 18 settembre - Dilip Gurumurthy, ex cestista indiano
- 18 settembre - Chris Hedges, giornalista e scrittore statunitense
- 18 settembre - Michel van de Korput, ex calciatore olandese
- 18 settembre - Odd Lirhus, biatleta norvegese
- 18 settembre - Viktor Aleksandrovič Ljapkalo, pittore russo
- 18 settembre - Tim McInnerny, attore britannico
- 18 settembre - Giorgio Redeghieri, ex calciatore italiano
- 18 settembre - Sergej Šelpakov, ex ciclista su strada russo
- 18 settembre - Peter Šťastný, ex hockeista su ghiaccio e politico cecoslovacco
- 19 settembre - Eivind Aadland, direttore d'orchestra e violinista norvegese
- 19 settembre - Eugenia Bulat, poetessa moldava
- 19 settembre - Gianni De Rosa, calciatore italiano († 2008)
- 19 settembre - Maria Grazia Gatti, politica e sindacalista italiana
- 19 settembre - Stefano Gresta, geofisico italiano
- 19 settembre - Patrick Janssens, politico belga
- 19 settembre - Jodi Magness, archeologa, biblista e orientalista statunitense
- 19 settembre - Adriano Malisan, ex calciatore italiano
- 19 settembre - William Terrence McGrattan, vescovo cattolico canadese
- 19 settembre - Miquel-Lluís Muntané, scrittore, sociologo e giornalista spagnolo
- 19 settembre - Allan Olsen, ex calciatore danese
- 19 settembre - John Sadri, ex tennista statunitense
- 20 settembre - Gary Cole, attore statunitense
- 20 settembre - Steve Coleman, sassofonista e compositore statunitense
- 20 settembre - John Harle, sassofonista e compositore inglese
- 20 settembre - Debbi Morgan, attrice statunitense
- 20 settembre - Cyril Neveu, pilota motociclistico francese
- 20 settembre - Giancarlo Pasinato, allenatore di calcio e ex calciatore italiano
- 20 settembre - Catherine Russell, cantante statunitense
- 20 settembre - Elisabeth Theurer, cavallerizza austriaca
- 20 settembre - Svein Inge Valvik, ex discobolo norvegese
- 21 settembre - Dean Baquet, giornalista statunitense
- 21 settembre - Pamela Behr, ex sciatrice alpina tedesca
- 21 settembre - Momir Bulatović, politico montenegrino († 2019)
- 21 settembre - Celeste Carballo, cantante argentina
- 21 settembre - Jack Givens, ex cestista statunitense
- 21 settembre - Tony Grealish, calciatore irlandese († 2013)
- 21 settembre - Marta Kauffman, produttrice televisiva statunitense
- 21 settembre - Andrej Kostin, banchiere e politico russo
- 21 settembre - Ricky Morton, wrestler statunitense
- 21 settembre - Anita Wold, ex saltatrice con gli sci norvegese
- 22 settembre - Bruno Boissière, politico francese
- 22 settembre - Debby Boone, cantante e attrice statunitense
- 22 settembre - Martial Donnet, ex sciatore alpino svizzero
- 22 settembre - Daniel Ezralow, ballerino, coreografo e attore statunitense
- 22 settembre - Fritz Fischer, ex biatleta tedesco
- 22 settembre - Rhett Forrester, cantante statunitense († 1994)
- 22 settembre - Elie Hobeika, politico libanese († 2002)
- 22 settembre - Patrizia La Fonte, attrice italiana
- 22 settembre - Dag Otto Lauritzen, ex ciclista su strada norvegese
- 22 settembre - Conchi Navío, ex cestista spagnola
- 22 settembre - Nathan Seiberg, fisico israeliano
- 22 settembre - Kersti Uibo, regista e sceneggiatrice estone
- 22 settembre - Doug Wimbish, bassista statunitense
- 23 settembre - Raffaele Baldassarre, politico italiano († 2018)
- 23 settembre - Remo Bassini, scrittore e giornalista italiano
- 23 settembre - Terry Bullivant, allenatore di calcio e ex calciatore inglese
- 23 settembre - Lilli Carati, attrice italiana († 2014)
- 23 settembre - Peter David, scrittore e fumettista statunitense († 2025)
- 23 settembre - Jean-Luc Fournier, ex sciatore alpino svizzero
- 23 settembre - Maren Jensen, attrice e modella statunitense
- 23 settembre - Judit Medgyesi, ex cestista ungherese
- 23 settembre - Mait Riisman, pallanuotista sovietico († 2018)
- 23 settembre - Paolo Rossi, calciatore italiano († 2020)
- 24 settembre - Oskar Bauer, ex calciatore tedesco
- 24 settembre - Stephen Brislin, cardinale e arcivescovo cattolico sudafricano
- 24 settembre - Oddgeir Mellomstrand, ex calciatore norvegese
- 24 settembre - Ilona Slupianek, ex pesista e discobola tedesca
- 24 settembre - Juan Villoro, scrittore, giornalista e traduttore messicano
- 25 settembre - Salvatore Bagni, ex calciatore e dirigente sportivo italiano
- 25 settembre - Massimo Borghetto, ex cestista italiano
- 25 settembre - Paul Futcher, allenatore di calcio e calciatore inglese († 2016)
- 25 settembre - Ron Futcher, ex calciatore inglese
- 25 settembre - Livio Gardiman, ex calciatore italiano
- 25 settembre - William Daniel Hillis, ingegnere statunitense
- 25 settembre - Jamie Hyneman, conduttore televisivo statunitense
- 25 settembre - Robert Marx, ex schermidore statunitense
- 25 settembre - Marco Pereira, chitarrista, compositore e arrangiatore brasiliano
- 25 settembre - Dan Stockalper, ex cestista statunitense
- 26 settembre - Helena Anliot, ex tennista svedese
- 26 settembre - Gaynor Fairweather, ballerina britannica
- 26 settembre - George Foster, allenatore di calcio e ex calciatore inglese
- 26 settembre - Linda Hamilton, attrice statunitense
- 26 settembre - Ken Lum, artista canadese
- 26 settembre - Willie Meléndez, ex cestista portoricano
- 26 settembre - Antonio Nunziante, pittore e scultore italiano
- 26 settembre - Jan Olesiński, ex pentatleta polacco
- 26 settembre - Axel Pape, attore tedesco
- 26 settembre - Carla Tozzi, ex velocista italiana
- 26 settembre - Riccardo Zucconi, politico italiano
- 27 settembre - Joy Alappat, vescovo cattolico indiano
- 27 settembre - Steve Archibald, ex calciatore e allenatore di calcio scozzese
- 27 settembre - Paolo Brosio, giornalista, scrittore e conduttore televisivo italiano
- 27 settembre - Gino De Stefani, compositore, musicista e cantante italiano
- 27 settembre - Giuseppe Dimitri, terrorista e politico italiano († 2006)
- 27 settembre - Ivica Dukan, ex cestista jugoslavo
- 27 settembre - Lennart Jähkel, attore svedese
- 27 settembre - José Pasqualetti, allenatore di calcio, dirigente sportivo e ex calciatore francese
- 27 settembre - Giuseppina Paterniti, giornalista, autrice televisiva e scrittrice italiana
- 27 settembre - Pascal Simon, ex ciclista su strada e ciclocrossista francese
- 28 settembre - Manfred Curbach, ingegnere e docente tedesco
- 28 settembre - Pietro De Negri, criminale italiano
- 28 settembre - Gary Figueroa, ex pallanuotista statunitense
- 28 settembre - Geoff Pike, ex calciatore inglese
- 29 settembre - Demetrio Arena, politico italiano
- 29 settembre - Ritza Brown, attrice e produttrice cinematografica statunitense
- 29 settembre - Sebastian Coe, ex mezzofondista, politico e dirigente sportivo britannico
- 29 settembre - James Halsell, ex astronauta statunitense
- 29 settembre - Claude Lebet, liutaio svizzero
- 29 settembre - Jurij Moroz, regista russo († 2025)
- 29 settembre - Jenny Morris, cantautrice neozelandese
- 29 settembre - Cheryl Noble, giocatrice di curling canadese
- 29 settembre - Mick Pickering, ex calciatore inglese
- 29 settembre - Piet Raijmakers, cavaliere olandese
- 29 settembre - Tsai Wen-yee, ex sollevatore taiwanese
- 30 settembre - Frank Arnesen, dirigente sportivo, allenatore di calcio e ex calciatore danese
- 30 settembre - Trevor Morgan, allenatore di calcio e ex calciatore inglese
- 30 settembre - Leonard Nitz, ex pistard statunitense
- 30 settembre - Mick Tait, allenatore di calcio e ex calciatore inglese
- 30 settembre - Francesco Vincenzi, allenatore di calcio e ex calciatore italiano
- 30 settembre - Jerome Whitehead, cestista statunitense († 2012)
- 30 settembre - Marie-Esméralda del Belgio, principessa e giornalista belga